# Монстры против пришельцев
«Монстры против пришельцев» (англ. Monsters vs. Aliens) — американский полнометражный анимационный фильм студии DreamWorks Animation. Вышел на экраны в России 19 марта 2009 года.

## Сюжет
Иногда на свадьбах случаются небольшие неприятности. Для Сюзан Мёрфи такой неприятностью оказалось попасть под многотонный метеорит. Вещество внутри глыбы наделило её белыми волосами, сверхсилой и гигантским ростом. Военные структуры её поймали, усыпили и отправили на секретную базу, на которой уже коротали время четверо монстров: Недостающее Звено, Насекомозавр, Б. О. Б. и доктор Таракан.
Как оказалось, за веществом, попавшим в Сюзан и называемым квантонием, охотится четырёхглазый инопланетянин Галактозар, приславший огромного одноглазого робота для его извлечения из девушки. Чтобы побороть стальное чудовище, решено было выпустить против него монстров. Робот побеждён, и Галактозару приходится лично прибыть за квантонием на Землю.
Галактозар забирает на свой корабль Сюзан, изымает из неё квантоний, вследствие чего она возвращается к своим прежним размерам и полностью теряет сверхсилы. Дальше инопланетянин хочет заселить Землю своими клонами. Тем временем монстры высаживаются на корабль, освобождают Сюзан, и доктор Таракан взламывает главный компьютер, что запускает механизм уничтожения космического судна Галактозара. В финальной битве с Галактозаром Сюзан снова полностью обретает силу и рост, снова поглотив квантоний, и спасает себя и монстров. Корабль уничтожен, Земля спасена, а пятёрку ждёт новое задание там, где Сюзан мечтала побывать — в Париже.
Сцена после титров: в секретной базе президент Хэтэуэй принимает генерала Воякера в штат. Тот просит кофе, но президент случайно нажимает кнопку вызова ядерных ракет. Президент приказывает идти в бомбоубежище на 500 лет, а потом обращается к зрителям с вопросом: «Кто заморозит мой мозг?».

## Роли озвучивали
| Актёр           | Роль                  |
| --------------- | --------------------- |
| Риз Уизерспун   | Сюзан Мёрфи/Гигантика |
| Уилл Арнетт     | Недостающее Звено     |
| Сет Роген       | Б. О. Б.              |
| Хью Лори        | Доктор Таракан        |
| Рэйн Уилсон     | Галактазар            |
| Эми Полер       | Компьютер             |
| Стивен Кольбер  | Президент Хэтэуэй     |
| Кифер Сазерленд | Генерал Воякер        |
| Пол Радд        | Дерек Дитл            |
| Джеффри Тэмбор  | Карл Мёрфи            |
| Джули Уайт      | Вэнди Мёрфи           |
| Эд Хелмс        | репортёр              |
| Джон Красински  | Кутберт               |
| Рене Зеллвегер  | Кэти                  |

## Сиквелы
Несмотря на общий успех мультфильма, глава DreamWorks Animation — Джеффри Катценберг, сделал заявление о том, что студия не планирует снимать его продолжение, по причине провала его проката на некоторых ключевых международных рынках.
Тем не менее, «Монстры против пришельцев» получили продолжение в виде короткометражных мультфильмов, которые были анонсированы в виде специальных выпусков летом 2009 года. Тогда же было также объявлено о том, что канал Nickelodeon заказал производство пилотного выпуска телевизионной многосерийной версии мультфильма.
27 сентября 2009 года на канале Nickelodeon был показан 13-минутный «Большой отрыв Б.О.Б.а», а затем в канун Хэллоуина на канале RTÉ One вышел специальный праздничный 30-минутный фильм «Монстры против овощей».